# Ляльки Ічімацу

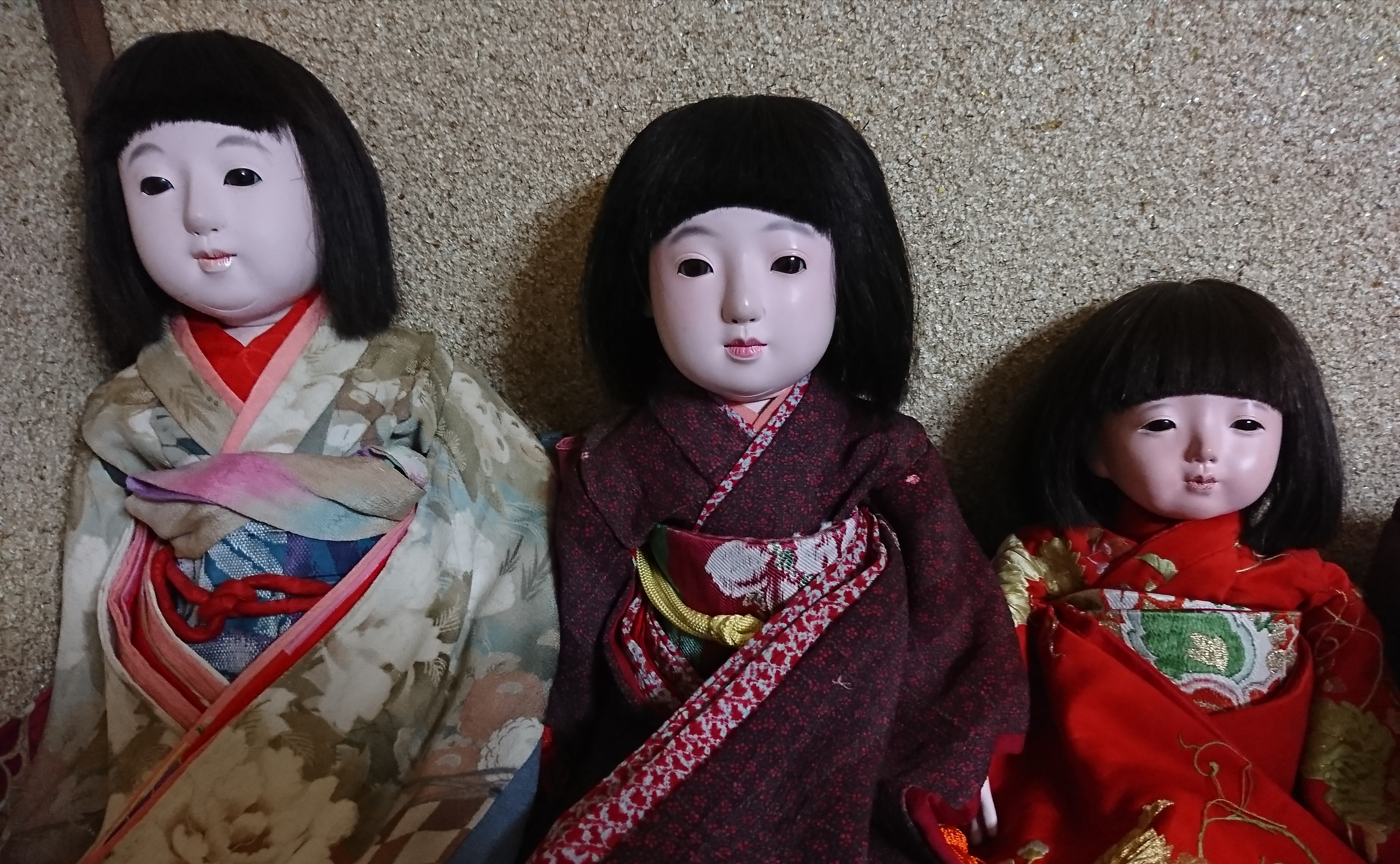
Ляльки Ічімацу

Лялька Ічімацу або картатна лялька (яп. 市松人形) — це різновид японської ляльки. В Едо її називали просто «лялька», а в Кьосака її називали «лялькою Ічіма», але на початку періоду Сьова її називали «лялькою Ямато». Оскільки цей вид ляльок називали різними іменами, у квітні 1935 року було вирішено цій ляльці дати офіційну назву «лялька Ямато», яка з тих пір використовується по всій країні.
Походження назви ляльки Ічімацу пов'язано з її схожістю з актором Кабукі Саногаву Ічімацу, який був дуже відомим в середині періоду Едо. З цім актором пов'язана й назва «картатна», бо в ті часи вона продавалася в картатому костюмі, а в такому одязі виступав Ічімацу.

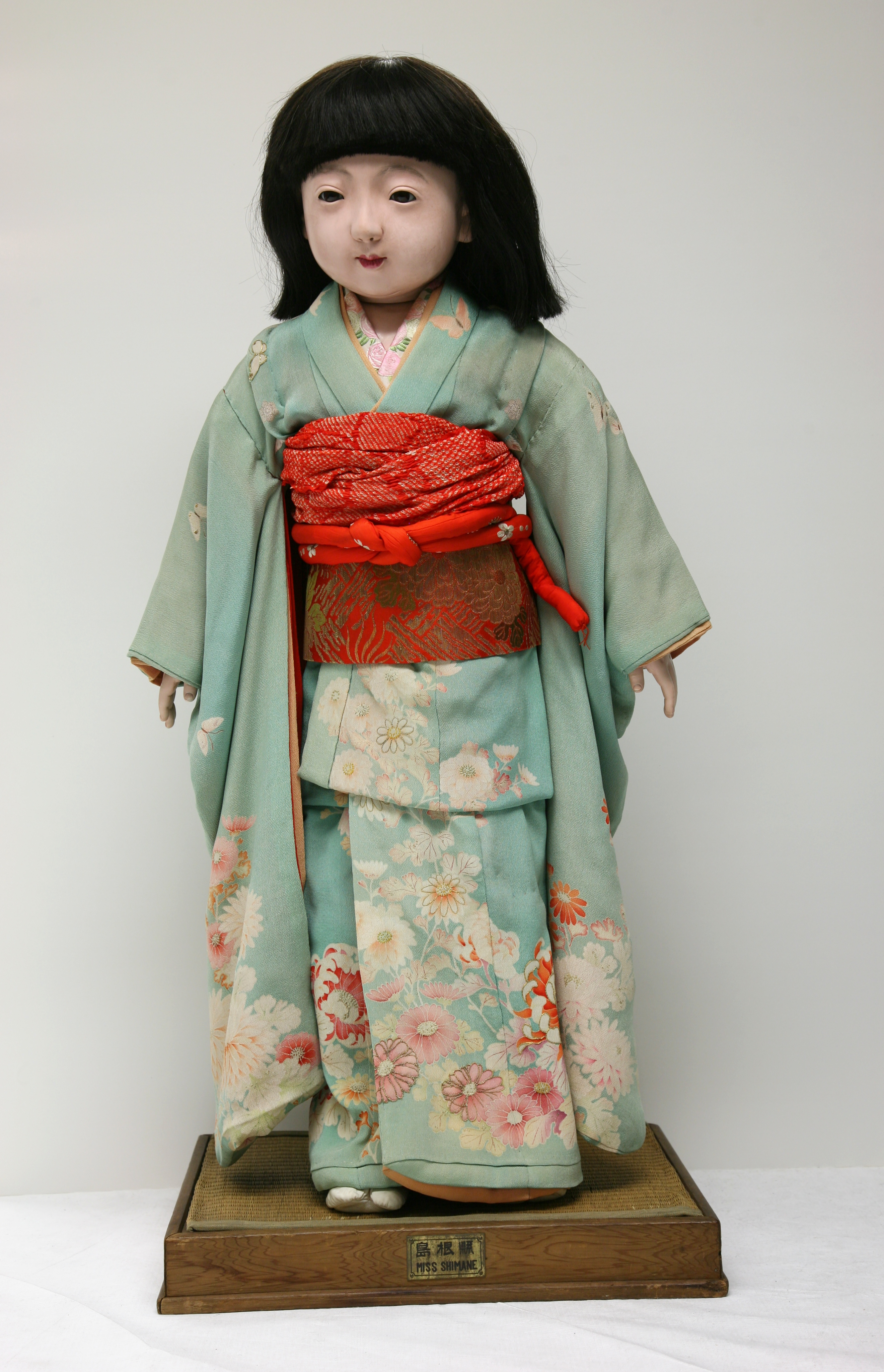
Міс Шимане в Дитячому музеї Індіанаполіса

Лялька Ічімацу вироблялася у вигляді дитини. Голова та кінцівки були вирізьблені з дерева або виготовлені з пасти«Тонсу» з  дерев'яної тирси павловнії. Потім вони покривалися пап’є-маше (папір наклеюють на каркас), шар якого декілька разів покривався гофуном та шліфувався до блиску.  Кінцівки складалися з стегна, колінної чашечки, щиколотки, що давало змогу згинати їх. Потім кінцівки прикріплялися до тулуба з тканини та набитого тирсою так, щоб кінцівками можна було рухати.   Розмір ляльки коливається від 20 см до 80 см, але зазвичай близько 40 см. Існують ляльки для дівчаток і ляльки для хлопчиків. У ляльок-дівчат є шовкове волосся, а лялькам-хлопчикам волосся намальовано пензликом. Виробництво такої ляльки можливо тільки ручним способом, бо створення голови та кінцівок шляхом нанесення гофуну, вирізання очей, малювання обличчя дуже складне та вимагає майстерності. З часів створення, ляльки Ічімацу продавалися оголеними або в комплекті з одягом. Можна було заказати новий одяг, або пошити його самостійно.
Діти любили гратися такими ляльками, бо їх можна було садити, брати на руки на кшталт маленьких діточок. Також таку ляльку можна було переодягати.
Крім ігрового призначення ляльки також використовували як манекен для навчанню шиттю. Перші кімоно дівчинка шиє саме для своєї ляльки Ічімацу.
Елементи ляльки, покриті гофуном, дуже крихкі, тому вони постійно псувалася. Через це з часом ляльки Ічімацу втратили свою популярність, їх поступово замінили целулоїдні ляльки та м'які вінілові ляльки. Зараз ляльки Ічімацу використовуються здебільшого як декоративна прикраса та сувенір. Вони виробляються і продаються як традиційне ремесло професійних лялькарів.
Колись лялька Ямато брала участь у міжнародній доброї волі як ляльковий посланник. У 1927 році, коли Сполучені Штати подарували 12 000 ляльок-дівчат Японії, як символ міжнародної доброзичливості, 58 ляльок Ічімацу одягнені в фурісоде виїхали в США з Японії  під назвою «ляльки-повернення». Вони були виготовлені на пожертвування, зібрані від дітей у дитячих садках та початкових школах, яким подарували ляльок  з США. Кожна лялька була 32-33 сантиметри у висоту і була одягнена в гарне шовкове кімоно. Кожна лялька мала також унікальні аксесуари. Ці ляльки представляли японські префектури, міста та регіони. Вони були передано до музеїв та бібліотек США.